# Bener
Der Bener war im Schweizer Kanton Graubünden ein Volumen- und Gewichtsmass. Gemessen wurden vorrangig Flüssigkeiten, insbesondere Milch. Man nannte es auch das Milchmass.
- 1 Bener = 2 Mass = 4 Quärtlein = 8 grosse Löffel = 16 Kleine Löffel = 67 Pariser Kubikzoll = 1 ⅓ Liter

Die Krinne entsprach dem Quärtlein. Eine halbe Krinne war einem Grossen Löffel und eine viertel Krinne einer Grossen Krinne einem Kleinen Löffel gleich.
Wurde nach Gewicht gerechnet, war
- 1 Bener = 4 Krinnen = Pfund (leichte Graubündner) = 2773 Grammes

Die Krinne hatte zwei Wertebereiche: die kleine und die grosse Krinne.
Der Unterschied war die Grösse und es betrugen
- 4 kleine Krinnen = 3 Grosse Krinnen[1]

- 1 Kleine Krinne = 520 ⅜ Gramme
- 1 Grosse Krinne = 693 4/5 Gramme

Das grössere Mass war der Rupp.
- 1 Rupp = 12,5 Grosse Krinnen

Ein sogenannter schwerer Zentner hatte 75 Grosse und 100 Kleine Krinnen.
Als Handelsgewicht in Chur (Graubünden) rechnete man
- 1 Rupp = 1/6 Zentner = 8,674 Kilogramm[3]